# Winfried Schubert
Winfried Schubert (* 7. Februar 1951 in Hof) ist ein deutscher Jurist.

## Leben
Schubert legte das erste juristische Staatsexamen 1975 ab und leistete den Referendardienst im Bezirk des Oberlandesgerichts München ab. 1978 bestand er dann das zweite juristische Staatsexamen.
Im Laufe seiner juristischen Karriere war Winfried Schubert zunächst von 1978 bis 1992 als Staatsanwalt und als Richter in  München tätig. 1992 bis 1994 war er als Referatsleiter im Thüringer Ministerium für Justiz und Europaangelegenheiten tätig. Hiernach kehrte er für ein Jahr als Abteilungsleiter in der Staatsanwaltschaft nach München zurück. 1995 ging er nach Jena und war dort neun Jahre Generalstaatsanwalt von Thüringen. Neben seiner richterlichen und staatsanwaltlichen Tätigkeit war er Lehrbeauftragter an der Friedrich-Schiller-Universität Jena.
Schubert war seit dem 1. April 2004 bis zu seiner Pensionierung als Nachfolger von Gertrud Neuwirth Präsident des Oberlandesgerichts in Naumburg. 2007 wurde er zusätzlich zum Präsidenten des Landesverfassungsgerichtes Sachsen-Anhalts gewählt. Er wurde im Januar 2015 als Präsident des Verfassungsgerichtes wiederernannt. 2017 trat er in den Ruhestand. Ihm folgte Lothar Franzkowiak im Präsidentenamt.